# Eleições gerais na Espanha em 2023
As eleições gerais espanholas de 2023 foram realizadas no domingo, 23 de julho de 2023, que elegeram as 15.ª Cortes Gerais do Reino da Espanha. Foram disputadas todas as 350 cadeiras do Congresso dos Deputados, assim como 208 das 266 cadeiras do Senado.
O governo formado após as eleições de novembro de 2019 consistia em uma coalizão entre o Partido Socialista Operário Espanhol (PSOE) e a coalizão de extrema-esquerda Unidas Podemos, sendo o primeiro governo nacional desse tipo na Espanha desde os tempos da Segunda República Espanhola. No entanto, o mandato do governo foi rapidamente ofuscado pelo surto da pandemia de COVID-19 em março de 2020, junto com suas consequências políticas e econômicas. Essas consequências incluíram a severa recessão global resultante das extensas medidas de bloqueio implementadas para conter a propagação do vírus SARS-CoV-2, bem como o impacto econômico da invasão russa da Ucrânia em 2022.
No lado direito do espectro político, o conservador Partido Popular (PP) sofreu uma mudança de liderança em fevereiro de 2022, após uma pressão interna dos presidentes galego e madrileno, Alberto Núñez Feijóo e Isabel Díaz Ayuso, para remover o líder do partido, Pablo Casado, sendo este substituído por Núñez Feijóo. O PP agora se encontra em uma luta competitiva por espaço político com o partido de extrema-direita Vox, que está em ascensão desde a crise constitucional espanhola de 2017-2018 . O partido liberal Cidadãos, outrora uma força de liderança na centro-direita liberal espanhola, perdeu a maior parte de seu apoio desde 2019, tendo um desempenho sofrível nas eleições locais de 28 de maio, e optou por não concorrer a esta eleição, concentrando seus esforços nas eleições europeias.
Em meio a especulações sobre uma eleição antecipada, o primeiro-ministro Pedro Sánchez expressou consistentemente sua intenção de concluir a legislatura conforme programado em 2023. Ele havia inicialmente marcado uma data de eleição provisória para dezembro de 2023, próximo ao término da presidência espanhola do Conselho da União Europeia. No entanto, os fracos resultados do bloco de esquerda nas eleições regionais e locais de maio, com derrotas para o PP e o Vox em todas as regiões, exceto três, levaram à dissolução precoce das Cortes e a antecipação das eleições para o dia 23 de julho.

## Visão geral

### Sistema eleitoral
As Cortes Generales espanholas são concebidas como um sistema bicameral imperfeito. O Congresso dos Deputados tem maior poder legislativo do que o Senado, tendo a capacidade de votar a confiança ou retirá-lo de um primeiro-ministro e anular os vetos do Senado por maioria absoluta de votos. No entanto, o Senado possui algumas funções exclusivas (ainda que limitadas em número) — como seu papel na emenda constitucional — que não estão sujeitas à anulação do Congresso. A votação para as Cortes Gerais é feita com base no sufrágio universal, que compreende todos os cidadãos maiores de 18 anos e no pleno gozo dos seus direitos políticos. Emendas à lei eleitoral em 2022 aboliram o sistema de voto "implorado" ou expatriado (em castelhano:  Voto rogado), segundo o qual os espanhóis no exterior eram obrigados a solicitar o voto antes de serem autorizados a votar. O sistema de voto dos expatriados foi responsável por uma grande diminuição na participação dos espanhóis no exterior durante os anos em que esteve em vigor.
Para o Congresso dos Deputados, 348 assentos são eleitos usando o método D'Hondt e uma representação proporcional de lista fechada, com um limite eleitoral de três por cento dos votos válidos — que inclui votos em branco — sendo aplicado em cada círculo eleitoral. Os assentos são atribuídos aos círculos eleitorais, correspondentes às províncias de Espanha, sendo atribuídos a cada um um mínimo inicial de dois assentos e os restantes 248 distribuídos proporcionalmente às suas populações. Ceuta e Melilla ocupam os dois assentos restantes, que são eleitos por votação por pluralidade. A utilização do método D'Hondt pode resultar em um limiar efetivo maior, dependendo da magnitude do distrito.
Como resultado da alocação acima mencionada, cada eleitorado multimembro do Congresso teve direito aos seguintes assentos: 
| Assentos | Constituintes                                                                      |
| -------- | ---------------------------------------------------------------------------------- |
| 37       | Madri                                                                              |
| 32       | Barcelona                                                                          |
| 16       | Valência (+1)                                                                      |
| 12       | Alicante, Sevilha                                                                  |
| 11       | Málaga                                                                             |
| 10       | Múrcia                                                                             |
| 9        | Cádis                                                                              |
| 8        | A Corunha, Ilhas Baleares, Biscaia, Las Palmas                                     |
| 7        | Astúrias, Granada, Pontevedra, Saragoça, Santa Cruz de Tenerife                    |
| 6        | Almeria, Córdoba, Guipúzcoa, Girona, Tarragona, Toledo                             |
| 5        | Badajoz (–1), Cantábria, Castellón, Ciudad Real, Huelva, Jaén, Navarra, Valladolid |
| 4        | Álava, Albacete, Burgos, Cáceres, La Rioja, León, Lleida, Lugo, Ourense, Salamanca |
| 3        | Ávila, Cuenca, Guadalajara, Huesca, Palencia, Segóvia, Teruel, Zamora              |
| 2        | Sória                                                                              |

Para o Senado, 208 assentos são eleitos usando um sistema de votação em bloco parcial de lista aberta, com os eleitores votando em candidatos individuais em vez de partidos. Em círculos eleitorais que elegem quatro assentos, os eleitores podem votar em até três candidatos; naqueles com duas ou três cadeiras, para até dois candidatos; e para um candidato em distritos uninominais. Cada uma das 47 províncias peninsulares tem quatro assentos, enquanto para as províncias insulares, como as Ilhas Baleares e Canárias, os distritos são as próprias ilhas, com as maiores— Maiorca, Gran Canaria e Tenerife —tendo três assentos cada, e as menores — Menorca, Ibiza — Formentera, Fuerteventura, La Gomera, El Hierro, Lanzarote e La Palma — um cada. Ceuta e Melilla elegem duas cadeiras cada. Além disso, as comunidades autônomas podem nomear pelo menos um senador cada e têm direito a um senador adicional para cada milhão de habitantes.

### Data da eleição
O mandato de cada câmara das Cortes Gerais - o Congresso e o Senado - expira quatro anos a partir da data de sua eleição anterior, a menos que sejam dissolvidas antes. O decreto eleitoral é emitido até ao vigésimo quinto dia anterior ao termo das Cortes, caso o primeiro-ministro não faça uso da sua prerrogativa de dissolução antecipada. O decreto será publicado no dia seguinte no Diário Oficial do Estado (BOE), sendo o dia da eleição o quinquagésimo quarto dia após a publicação. A eleição anterior foi realizada em 10 de novembro de 2019, o que significa que o mandato da legislatura terminará em 10 de novembro de 2023. O decreto eleitoral deve ser publicado no BOE até 17 de outubro de 2023, com a eleição ocorrendo no quinquagésimo quarto dia a partir da publicação, fixando a última data possível para a eleição das Cortes Gerais no domingo, 10 de dezembro de 2023.
O primeiro-ministro tem a prerrogativa de dissolver ambas as câmaras a qualquer momento - conjunta ou separadamente - e convocar uma eleição antecipada, desde que nenhuma moção de censura esteja em andamento, nenhum estado de emergência esteja em vigor e que a dissolução não ocorra. antes que tenha decorrido um ano desde o anterior. Além disso, ambas as câmaras serão dissolvidas e uma nova eleição será convocada se um processo de investidura não conseguir eleger um primeiro-ministro dentro de um período de dois meses a partir da primeira votação. Salvo essa exceção, não há exigência constitucional de eleições simultâneas para o Congresso e o Senado. Ainda assim, a partir de 2023 não houve precedente de eleições separadas ocorrendo sob a Constituição de 1978.
Após a derrota de seu partido nas eleições regionais madrilenhas realizadas em 4 de maio de 2021, o primeiro-ministro Pedro Sánchez comentou que ainda faltavam "32 meses" para as próximas eleições gerais, o que significava que a data da eleição estava implícita para ser agendada provisoriamente para Janeiro de 2024. Isso abriu dúvidas sobre o cronograma máximo para a realização de uma nova eleição, com interpretações legais até então considerando que o prazo de validade das Cortes Gerais foi fixado em quatro anos a partir da eleição anterior; no entanto, uma interpretação que considerasse que o calendário de quatro anos começasse a contar a partir da primeira assembleia da câmara ou da posse do primeiro-ministro poderia adiar a data da eleição para janeiro ou fevereiro de 2024. Em 2 de agosto de 2022, o próprio Sánchez dissipou quaisquer dúvidas sobre o assunto ao anunciar que a eleição seria realizada em dezembro de 2023, posição reiterada em 27 de março de 2023, quando disse que ainda faltavam "nove meses" no atual mandato parlamentar.
No entanto, após as eleições regionais e locais de 28 de maio de 2023, Sánchez anunciou no dia seguinte que as eleições gerais serão realizadas em 23 de julho, sendo o decreto eleitoral publicado no BOE no dia seguinte. Com apenas o círculo íntimo de Sánchez tendo conhecimento prévio do anúncio antes de ser feito, os partidos políticos de todo o espectro foram pegos de surpresa, com os líderes do PP em particular se sentindo chateados com a convocação eleitoral, pois os impediu de capitalizar seus ganhos nas eleições do dia anterior. O índice de ações IBEX 35 também reagiu negativamente à chamada surpresa das eleições.
As Cortes Gerais foram oficialmente dissolvidas em 30 de maio de 2023 após a publicação do decreto de dissolução no BOE, marcando a data da eleição para 23 de julho — a primeira eleição geral espanhola a ser realizada em julho desde 1839 —  e agendando para ambas as câmaras para se reunirem em 17 de agosto.

## Partidos e candidatos
A lei eleitoral permite que partidos e federações inscritos no Ministério do Interior, coligações e agrupamentos de eleitores apresentem listas de candidatura. Os partidos e federações que pretendem formar uma coalizão antes de uma eleição devem informar a Comissão Eleitoral relevante no prazo de dez dias após a convocação das eleições, enquanto os agrupamentos de eleitores precisam obter a assinatura de pelo menos um por cento do eleitorado nos círculos eleitorais para qual pretendem ser eleitos, não permitindo que os eleitores assinem mais de uma lista de candidatos. Simultaneamente, os partidos, federações ou coligações que não tenham obtido mandato em nenhuma das câmaras das Cortes nas eleições anteriores devem obter a assinatura de pelo menos 0,1 por cento dos eleitores nas referidas circunscrições. A lei eleitoral prevê um processo especial e simplificado para a repetição de eleições, incluindo a redução de prazos, o levantamento de requisitos de assinatura se estes já tivessem sido cumpridos na eleição imediatamente anterior e a possibilidade de manter listas e coligações sem necessidade de ir através de procedimentos pré-eleitorais novamente.
Abaixo está uma lista dos principais partidos e alianças eleitorais que irão disputar a eleição:
| Partidos e alianças | Partidos e alianças                                                                                          | Candidato titular | Candidato titular    | Ideologia partidária                                               | Resultados da eleição anterior | Resultados da eleição anterior | Resultados da eleição anterior | Gov. | Ref.                        |
| Partidos e alianças | Partidos e alianças                                                                                          | Candidato titular | Candidato titular    | Ideologia partidária                                               | Votação (%)                    | Dep.                           | Sen.                           | Gov. | Ref.                        |
| ------------------- | --- | ----------------- | -------------------- | ------------------------------------------------------------------ | ------------------------------ | ------------------------------ | ------------------------------ | ---- | --------------------------- |
|                     | Partido Socialista Operário Espanhol (PSOE) - Partido dos Socialistas da Catalunha (PSC)                     |                   | Pedro Sánchez        | Social-democracia                                                  | 28,00%                         | 120                            | 93                             | 15   | [ 30 ] [ 31 ]               |
|                     | Partido Popular (PP)                                                                                         |                   | Alberto Núñez Feijóo | Conservadorismo Democracia cristã                                  | 20,81%                         | 89                             | 83                             | N    | [ 32 ] [ 33 ]               |
|                     | Vox |                   | Santiago Abascal     | Populismo de direita Nacionalismo Conservadorismo                  | 15,08%                         | 52                             | 2                              | N    |                             |
|                     | Sumar - Podemos - Esquerda Unida (IU) - Mais País (MP) - Verdes Equo (VQ) - Catalunha em Comum-Podemos (ECP) |                   | Yolanda Díaz         | Progressismo Populismo de esquerda Política verde                  | 15,39%                         | 38                             | 0                              | 15   | [ 34 ] [ 35 ] [ 36 ] [ 37 ] |
|                     | Esquerda Republicana da Catalunha (ERC)                                                                      |                   | Gabriel Rufián       | Independentismo catalão Nacionalismo de esquerda Social-democracia | 3,63%                          | 13                             | 11                             | N    |                             |
|                     | Juntos pela Catalunha (JxC) - Democratas da Catalunha (DC) - Movimento de Esquerdas (MES)                    |                   | Míriam Nogueras      | Independentismo catalão Populismo                                  | 2,19%                          | 8                              | 3                              | N    | [ 38 ] [ 39 ]               |
|                     | Partido Democrata Europeu Catalão (PDeCAT)                                                                   |                   | Roger Montañola      | Independentismo catalão Liberalismo                                | 2,19%                          | 8                              | 3                              | N    |                             |
|                     | Partido Nacionalista Basco (PNV)                                                                             |                   | Aitor Esteban        | Nacionalismo basco Democracia cristã Social-democracia             | 1,56%                          | 6                              | 9                              | N    |                             |
|                     | Euskal Herria Bildu (EH Bildu)                                                                               |                   | Mertxe Aizpurua      | Independentismo bascoEsquerda abertzale Socialismo                 | 1,14%                          | 5                              | 1                              | N    |                             |
|                     | Candidatura de Unidade Popular (CUP)                                                                         |                   | Albert Botran        | Independentismo catalão Anticapitalismo Socialismo                 | 1,02%                          | 2                              | 0                              | N    |                             |
|                     | Coalizão Canária (CC)                                                                                        |                   | Cristina Valido      | Regionalismo Nacionalismo canário Centrismo                        | 0,51%                          | 2                              | 0                              | N    |                             |
|                     | Nova Canárias (NCa)                                                                                          |                   | Luis Campos          | Nacionalismo canário Social-democracia                             | 0,51%                          | 2                              | 0                              | N    |                             |
|                     | Bloco Nacionalista Galego (BNG)                                                                              |                   | Néstor Rego          | Nacionalismo galego Nacionalismo de esquerda Socialismo            | 0,50%                          | 1                              | 0                              | N    |                             |
|                     | União do Povo Navarro (UPN)                                                                                  |                   | Alberto Catalán      | Conservadorismo Democracia cristã Regionalismo                     | 0,41%                          | 2                              | 3                              | N    |                             |
|                     | Espanha Vazia (EV)                                                                                           |                   | Diego Loras          | Localismo Ruralismo                                                | 0,08%                          | 1                              | 2                              | N    | [ 40 ] [ 41 ] [ 42 ] [ 43 ] |

Disputas internas surgiram dentro do Partido Popular (PP) após a vitória esmagadora de Isabel Díaz Ayuso nas eleições madrilenhas de 2021, quando a presidente regional passou a ser vista por um setor partidário como uma liderança melhor que Pablo Casado para enfrentar Pedro Sánchez em uma futura eleição nacional. O conflito atingiu o auge a partir de setembro de 2021, quando os dois lados se enfrentaram pelo controle da filial regional do partido na Comunidade de Madri, com a possível ascensão de Ayuso à presidência do PP regional sendo vista pelos partidários de Casado como uma ameaça imediata à sua liderança. Após vários meses de uma liderança percebida como pobre e errática, juntamente com uma erosão do apoio popular nas pesquisas de opinião e um resultado decepcionante nas eleições regionais de 2022 em Castela e Leão, a crise entrou em uma nova fase em 16 de fevereiro de 2022, quando alguns meios de comunicação revelou um suposto complô da liderança nacional do partido para investigar a família de Ayuso em busca de material comprometedor — mais especificamente, suposto tráfico de influência na concessão de contratos públicos ao irmão de Ayuso. Após vários dias de disputas públicas entre Casado e Ayuso, o presidente galego Alberto Núñez Feijóo teria concordado com a última e outros presidentes regionais do partido em se tornar o novo líder do partido e substituir Casado, que estaria disposto a se manter até o congresso do PP marcado para julho. Em 22 de fevereiro, foi anunciada a renúncia de Casado após ele ter sido abandonado pela maioria das lideranças e funcionários do partido.
Como resultado da despedida de Pablo Iglesias da política ativa em maio de 2021, a ministra do Trabalho - e, a partir de julho de 2021, segunda vice-primeira-ministra - Yolanda Díaz, passou a ser amplamente considerada a sucessora presuntiva de Iglesias como candidata a primeira-ministra na próxima eleição. Díaz expressou sua vontade de moldar uma nova plataforma eleitoral que transcenda os partidos políticos, bem como a marca Unidas Podemos, com o objetivo de garantir o apoio de forças ideologicamente próximas, como a catalã En Comú Podem (ECP), a valenciana Compromís e a madrilenha Más Madrid/Más País, dando um papel preponderante à sociedade civil . A plataforma viu um ato de unidade avançada durante um evento a ser realizado em 13 de novembro de 2021, com a participação de várias mulheres representativas dos vários espaços políticos que eventualmente poderiam se juntar a ela: a própria Díaz, a prefeita de Barcelona Ada Colau (ECP), a vice-presidente da comunidade valenciana Mónica Oltra (Compromís), a líder da oposição madrilenha Mónica García (Más Madrid) e a vereadora ceutana Fatima Hamed (do Movimento pela Dignidade e Cidadania - MDyC); a ausência de membros do Podemos no evento, principalmente dos ministros da Igualdade e Direitos Sociais Irene Montero e Ione Belarra, foi vista como evidência da crescente diminuição do papel do Unidas Podemos dentro da plataforma. A aliança de esquerda liderada por Díaz também foi bem recebida pelo primeiro-ministro Pedro Sánchez, que considerou importante que o "espaço progressista" esteja na "melhor forma" para que seu governo possa manter e expandir sua maioria no próxima eleição. Embora o termo "Frente Ampla" tenha sido frequentemente usado na mídia para se referir à plataforma de Díaz, foi comentado que a própria Díaz rejeitou o uso desse nome por suas conexões com marcas semelhantes usadas por esquerdistas e alianças populistas na América Latina . Em 18 de maio de 2022, foi anunciado que a plataforma de Díaz teria o nome de "Sumar".
Em setembro de 2021, coletivos de cidadãos da chamada "Espanha Vazia" (em castelhano:  España Vacía ou España Vaciada), um termo utilizado para se referir às províncias rurais e amplamente despovoadas do interior da Espanha, concordaram em apresentar candidaturas para disputar as próximas eleições gerais, inspiradas pelo sucesso da candidatura Teruel Existe nas eleições gerais de novembro de 2019. Em novembro de 2021, foi confirmado que mais de 160 coletivos e associações de cerca de 30 províncias espanholas se comprometeram a finalizar a plataforma eleitoral antes de janeiro de 2022. Em seguida, disputou as eleições regionais castelhano-leonesas de 2022, com resultados mistos: um sucesso para o Soria Now! (SY), mas uma decepção nas demais regiões de Castela e Leão.

## Resultados Oficiais

### Congresso dos Deputados
| Partido                 | Partido                              | Votos      | %               | +/-    | Deputados | +/-     |
| ----------------------- | ------------------------------------ | ---------- | --------------- | ------ | --------- | ------- |
|                         | Partido Popular                      | 8 091 840  | 33,05 / 100,00  | 12,24  | 137 / 350 | 48      |
|                         | Partido Socialista Operário Espanhol | 7 760 970  | 31,70 / 100,00  | 3,70   | 121 / 350 | 1       |
|                         | Vox                                  | 3 033 744  | 12,39 / 100,00  | 2,69   | 33 / 350  | 19      |
|                         | Sumar                                | 3 014 006  | 12,31 / 100,00  | 3,03   | 31 / 350  | 7       |
|                         | Esquerda Republicana da Catalunha    | 462 883    | 1,89 / 100,00   | 1,74   | 7 / 350   | 6       |
|                         | Juntos pela Catalunha                | 392 634    | 1,60 / 100,00   | Novo   | 7 / 350   | Novo    |
|                         | Euskal Herria Bildu                  | 333 362    | 1,36 / 100,00   | 0,22   | 6 / 350   | 1       |
|                         | Partido Nacionalista Basco           | 275 782    | 1,13 / 100,00   | 0,43   | 5 / 350   | 1       |
|                         | Bloco Nacionalista Galego            | 152 327    | 0,62 / 100,00   | 0,12   | 1 / 350   | Estável |
|                         | Coligação Canária                    | 114 718    | 0,47 / 100,00   | -      | 1 / 350   | Estável |
|                         | União do Povo Navarro                | 51 764     | 0,21 / 100,00   | -      | 1 / 350   | 1       |
|                         | Outros (com menos de 1,00%)          | 500 318    | 2,02 / 100,00   |        | 0 / 350   |         |
| Votos Inválidos         | Votos Inválidos                      | 460 470    | 1,87 / 100,00   | 0,05   |           |         |
| Total                   | Total                                | 24 763 612 | 100,00 / 100,00 |        | 350 / 350 |         |
| Eleitorado/Participação | Eleitorado/Participação              | 37 466 432 | 66,04 / 100,00  | 0,19   |           |         |
| Fonte                   | Fonte                                | [ 63 ]     | [ 63 ]          | [ 63 ] | [ 63 ]    | [ 63 ]  |

## Resultados por Regiões Autónomas
A seguinte tabela apenas contêm os resultados obtidos por partidos que tenham elegido deputados:
| Região Autónoma       | %     | D   | %     | D    | %     | D   | %     | D  | %     | D   | %     | D     | %     | D   | %     | D    | %    | D   | %     | D  | %     | D   | D   | Votantes   |
| Região Autónoma       | PP    | PP  | PSOE  | PSOE | VOX   | VOX | S     | S  | ERC   | ERC | JUNTS | JUNTS | EHB   | EHB | PNV   | PNV  | BNG  | BNG | CC    | CC | UPN   | UPN | D   | Votantes   |
| --------------------- | ----- | --- | ----- | ---- | ----- | --- | ----- | -- | ----- | --- | ----- | ----- | ----- | --- | ----- | ---- | ---- | --- | ----- | -- | ----- | --- | --- | ---------- |
| Andaluzia             | 36,44 | 25  | 33,49 | 21   | 15,33 | 9   | 11,95 | 6  | -     | -   | -     | -     | -     | -   | -     | -    | -    | -   | -     | -  | -     | -   | 61  | 4 416 948  |
| Aragão                | 36,33 | 7   | 31,09 | 4    | 14,65 | 1   | 12,26 | 1  | -     | -   | -     | -     | -     | -   | -     | -    | -    | -   | -     | -  | -     | -   | 13  | 715 702    |
| Astúrias              | 35,62 | 3   | 34,38 | 2    | 12,48 | 1   | 14,88 | 1  | -     | -   | -     | -     | -     | -   | -     | -    | -    | -   | -     | -  | -     | -   | 7   | 594 442    |
| Baleares              | 35,65 | 3   | 30,14 | 1    | 15,22 | 1   | 16,58 | 1  | -     | -   | -     | -     | -     | -   | -     | -    | -    | -   | -     | -  | -     | -   | 8   | 506 278    |
| Canárias              | 30,44 | 6   | 33,37 | 6    | 7,57  | 1   | 10,56 | 1  | -     | -   | -     | -     | -     | -   | -     | -    | -    | -   | 11,28 | 1  | -     | -   | 15  | 1 028 424  |
| Cantábria             | 42,09 | 2   | 33,33 | 2    | 14,07 | 1   | 8,44  | -  | -     | -   | -     | -     | -     | -   | -     | -    | -    | -   | -     | -  | -     | -   | 5   | 351 641    |
| Castela e Leão        | 41,61 | 18  | 32,30 | 12   | 13,80 | 1   | 7,00  | -  | -     | -   | -     | -     | -     | -   | -     | -    | -    | -   | -     | -  | -     | -   | 31  | 1 430 589  |
| Castela-Mancha        | 38,96 | 10  | 34,14 | 8    | 17,79 | 3   | 7,33  | -  | -     | -   | -     | -     | -     | -   | -     | -    | -    | -   | -     | -  | -     | -   | 21  | 1 157 277  |
| Catalunha             | 13,34 | 6   | 34,50 | 19   | 7,77  | 2   | 14,04 | 7  | 13,17 | 7   | 11,17 | 7     | -     | -   | -     | -    | -    | -   | -     | -  | -     | -   | 48  | 3 547 922  |
| Ceuta                 | 38,77 | 1   | 34,00 | -    | 23,29 | -   | 2,44  | -  | -     | -   | -     | -     | -     | -   | -     | -    | -    | -   | -     | -  | -     | -   | 1   | 33 588     |
| Comunidade Valenciana | 34,91 | 13  | 32,12 | 11   | 15,66 | 5   | 15,18 | 4  | -     | -   | -     | -     | -     | -   | -     | -    | -    | -   | -     | -  | -     | -   | 33  | 2 657 815  |
| Estremadura           | 37,95 | 4   | 39,07 | 4    | 13,64 | 1   | 6,85  | -  | -     | -   | -     | -     | -     | -   | -     | -    | -    | -   | -     | -  | -     | -   | 9   | 634 918    |
| Galiza                | 43,55 | 13  | 29,84 | 7    | 4,79  | -   | 10,94 | 2  | -     | -   | -     | -     | -     | -   | -     | -    | -    | -   | 9,48  | 1  | -     | -   | 23  | 1 621 279  |
| Madrid                | 40,51 | 16  | 27,89 | 10   | 14,02 | 5   | 15,44 | 6  | -     | -   | -     | -     | -     | -   | -     | -    | -    | -   | -     | -  | -     | -   | 37  | 3 594 449  |
| Melilha               | 49,19 | 1   | 25,36 | -    | 15,99 | -   | 3,02  | -  | -     | -   | -     | -     | -     | -   | -     | -    | -    | -   | -     | -  | -     | -   | 1   | 27 472     |
| Múrcia                | 41,25 | 4   | 25,25 | 3    | 21,83 | 2   | 9,53  | 1  | -     | -   | -     | -     | -     | -   | -     | -    | -    | -   | -     | -  | -     | -   | 10  | 751 682    |
| Navarra               | 16,67 | 1   | 27,38 | 2    | 5,67  | -   | 12,86 | -  | -     | -   | -     | -     | 17,32 | 1   | GBai  | GBai | -    | -   | -     | -  | 15,28 | 1   | 5   | 342 169    |
| País Basco            | 11,49 | 2   | 25,28 | 5    | 2,61  | -   | 11,08 | 1  | -     | -   | -     | -     | 23,96 | 5   | 24,05 | 5    | -    | -   | -     | -  | -     | -   | 18  | 1 155 484  |
| La Rioja              | 45,66 | 2   | 35,74 | 2    | 9,74  | -   | 6,53  | -  | -     | -   | -     | -     | -     | -   | -     | -    | -    | -   | -     | -  | -     | -   | 4   | 175 533    |
| Espanha               | 33,05 | 137 | 31,70 | 121  | 12,39 | 33  | 12,31 | 31 | 1,89  | 7   | 1,60  | 7     | 1,36  | 6   | 1,13  | 5    | 0,62 | 1   | 0,47  | 1  | 0,21  | 1   | 350 | 24 763 612 |